# Daniel Zukerman
Daniel Zukerman Guendler (São Paulo, 11 de outubro de 1983) é um repórter, ator, radialista e humorista brasileiro de origem judaica. Ficou nacionalmente conhecido por seu trabalho no programa Pânico na TV e Pânico na Band, onde estrelou o quadro O Impostor, no qual invadia eventos exclusivos e interagia com celebridades de forma ousada. Ao longo de sua carreira, também trabalhou na rádio Jovem Pan e se destacou como um dos principais nomes do humor no Brasil.
Desde 2022, Zukerman apresenta, ao lado do influenciador financeiro Tio Ricco, o podcast Futurum Talks, um programa que entrevista grandes nomes do mercado para discutir inovação, tecnologia e o futuro dos negócios. Em 2025, Zukerman foi convidado por Luciano Huck para integrar o elenco do Domingão com Huck na Rede Globo.

## Carreira

### O Impostor
Inspirado em Rémi Gaillard, que realiza um quadro semelhante na França, Daniel Zukerman ficou conhecido por invadir eventos exclusivos sem convite e mostrar, de forma irreverente, como conseguiu entrar nos locais. Seu quadro, O Impostor, gerou grande repercussão ao longo dos anos, com invasões icônicas e situações inusitadas. 
Em um dos episódios mais marcantes de O Impostor, Daniel Zukerman conseguiu infiltrar-se no velório de Michael Jackson, realizado no Staples Center, em Los Angeles, em 2009. Enviado pelo programa Pânico na TV, ele enfrentou um rígido esquema de segurança que exigia convite e pulseira de identificação.  Zukerman se misturou a uma equipe de TV japonesa, pegou caixas para parecer parte da produção e avançou até ser barrado na última entrada. Sem desistir, encontrou outra brecha e finalmente conseguiu entrar no ginásio, onde presenciou o adeus ao rei do pop. Ao deixar o local, ainda teve um encontro inesperado com Mike Tyson, coroando uma das invasões mais icônicas de sua carreira.
Em mais uma de suas invasões, Daniel Zukerman e o editor do Pânico na TV, André Machado, conseguiram se infiltrar no funeral de Amy Winehouse, realizado no cemitério de Edgwarebury, no norte de Londres, em 2011. Para não levantar suspeitas, a dupla usou quipás, respeitando a tradição judaica da família da cantora. O evento era fechado para a imprensa e reservado apenas a 300 convidados próximos, mas Zukerman e Machado não só entraram como também foram fotografados chorando, passando-se por amigos íntimos de Amy. Zukerman chegou a conceder uma entrevista à Reuters, agência de notícias britânica, declarando emocionado: “Nós perdemos uma amiga”, enquanto André tentava segurar o riso. As imagens da dupla rodaram o mundo, tornando essa uma das invasões mais icônicas e polêmicas do humorista.
Entre suas outras façanhas no quadro O Impostor, destacam-se:
- Invadir o São Paulo Fashion Week e desfilar no palco[9];
- Invadir o Sambódromo da Marquês de Sapucaí, sendo filmado pelas câmeras da Rede Globo e entrevistado pela Rede Bandeirantes;
- Fazer "peitinho" em Roberto Carlos[10];
- Disfarçar-se, invadir o hotel onde estava hospedado o ator Sylvester Stallone e tirar fotos com ele[11];
- Comparecer ao Congresso Nacional Brasileiro dizendo que era filho de um deputado;
- Entrar e pegar o Óscar e ainda extrair um fio de cabelo da modelo Gisele Bündchen durante um evento em São Paulo[12];
- Sobrevoar a fazenda que sedia o reality show A Fazenda, da Rede Record[13];

Pela maioria dos seguranças desconfiarem de Daniel, novos ajudantes apareceram em algumas matérias, como Chacal, Agente DeLari e Mata Hari.
- Agente DeLari e Mata Hari tentaram entrevistar Madonna, mas foram contidos pelos seguranças; no entanto, O Impostor conseguiu jogar uma camiseta autografada para a cantora e foi agredido[14];
- O Agente De lari invadiu o Big Brother Brasil 10 e compareceu na torcida de Tessália, tendo aparecido diversas vezes ao vivo na Rede Globo;[15][16] a Globo quis processar a RedeTV![17];
- Entregar um óculos 3D para Adriano e uma peruca para Dicesar[18];
- Entregar uma carta para Dunga com a assinatura de Pelé sendo que o mesmo pensava que era um autógrafo[19];
- Entrou no set de gravações do filme Amanhecer da série Crepúsculo, filmou Kristen Stewart de calcinha e o Robert Pattinson gravando as cenas;
- Enviou seus agentes até a Argentina fazendo com que eles ficassem nos bastidores do show de Paul McCartney;
- Colocou uma camiseta do Brasil no jogo entre Holanda e Espanha na África do Sul;
- Invadiu o camarim da Anahí para entregar picanha na turnê Mi Delirio World Tour em 2009;
- Quase invadiu o casamento de Kate Middleton e Príncipe William, chegando a tirar foto com alguns sacerdotes, mas foi expulso.

### Quadros no extinto Pânico na TV - Rede TV!
- O Impostor
- Baixas Horas
- Na Madruga
- Beijo na Boca ou Tapa na Cara
- Tucano Huck
- Xupla
- Tucano Ceni

### Quadros no Pânico na Band - Rede Bandeirantes
- O Impostor
- Tucano Huck
- Spring Break Cancún
- Talk Show nas Alturas
- Apagão
- Talk Shows em Panico

## Vida pessoal
Na vida pessoal, Daniel Zukerman foi casado com Marcela Mafuf, com quem oficializou a união em 2 de novembro de 2012, em São Paulo. O casal teve um filho, Guilherme Guendler, nascido em 14 de novembro de 2014, no Hospital Pró-Matre, também na capital paulista. Em setembro de 2016, Zukerman e Marcela anunciaram a separação, o que gerou especulações na imprensa sobre os motivos do término, incluindo rumores de traição. 

Em 2021, Daniel Zukerman começou um novo relacionamento com Jessica McKay Aronis.